# Юнусово (Мечетлинский район)
Юну́сово (баш. Йонос) — деревня в Мечетлинском районе Республики Башкортостан Российской Федерации. Административный центр Юнусовского сельсовета.

## География

### Географическое положение
Находится на правом берегу реки Ай.
Расстояние до:
- районного центра (Большеустьикинское): 23 км,
- ближайшей ж/д станции (Сулея): 149 км.

## Население
| 1939 | 1959 | 1970 | 1979 | 1989 | 2002 | 2009 |
| ---- | ---- | ---- | ---- | ---- | ---- | ---- |
| 234  | ↗267 | ↗430 | ↘413 | ↘373 | ↗382 | ↗420 |
| 2010 |      |      |      |      |      |      |
| ↗457 |      |      |      |      |      |      |